# Quellbereiche und Quellbäche am Lohweg
Das Gebiet Quellbereiche und Quellbäche am Lohweg ist ein 2004 durch das Regierungspräsidium Detmold ausgewiesenes Naturschutzgebiet (NSG-Nummer LIP–069) in der nordrhein-westfälischen Stadt Lage im Kreis Lippe in Deutschland.

## Lage
Das rund 13 Hektar große Naturschutzgebiet Quellbereiche und Quellbäche am Lohweg gehört naturräumlich zum Lipper Bergland. Es erstreckt sich rund sechs Kilometer südsüdwestlich der Lagenser Innenstadt, zwischen den Ortsteilen Hörste im Nordwesten, Stapelage im Nordosten und dem Teutoburger Wald im Süden.

## Beschreibung
Das Schutzgebiet Quellbereiche und Quellbäche am Lohweg wird als ein Gebiet „naturnaher Feucht- und Trockenbiotope in enger räumlicher Verzahnung mit bachbegleitendem Erlen(bruch-)wald, Feuchtgrünland, einer Düne mit größeren offenen Sandflächen, Silbergras-Pionierflur, Kiefern-Laubmischwald sowie Birken-Bruchwald auf quelligem Standort“ beschrieben.

## Schutzzweck
Wesentlicher Schutzzweck ist der „Schutz und Erhalt eines naturnahen Bachlaufes, gefährdeter Wald- und Feuchtgrünlandgesellschaften sowie offener Dünenstandorte“.

## Lebensraum- und Biotoptypen
Im Schutzgebiet Quellbereiche und Quellbäche am Lohweg sind unter anderem die Lebensraum- und Biotoptypen „Moor- und Bruchwälder“, „Wälder auf Dünenstandorten und nährstoffarmen Sandböden“, „bachbegleitender Erlenwald“, „Quellbach“, „Birken-Bruchwald“, „Fettwiese“ sowie „Brachgefallenes Nass- und Feuchtgrünland“ beschrieben.

## Flora und Fauna

### Flora

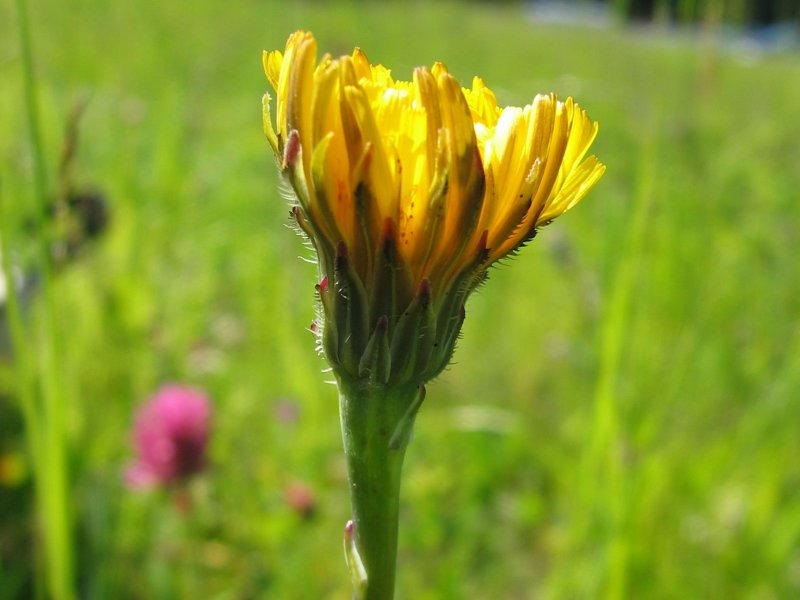
Gewöhnliches Ferkelkraut

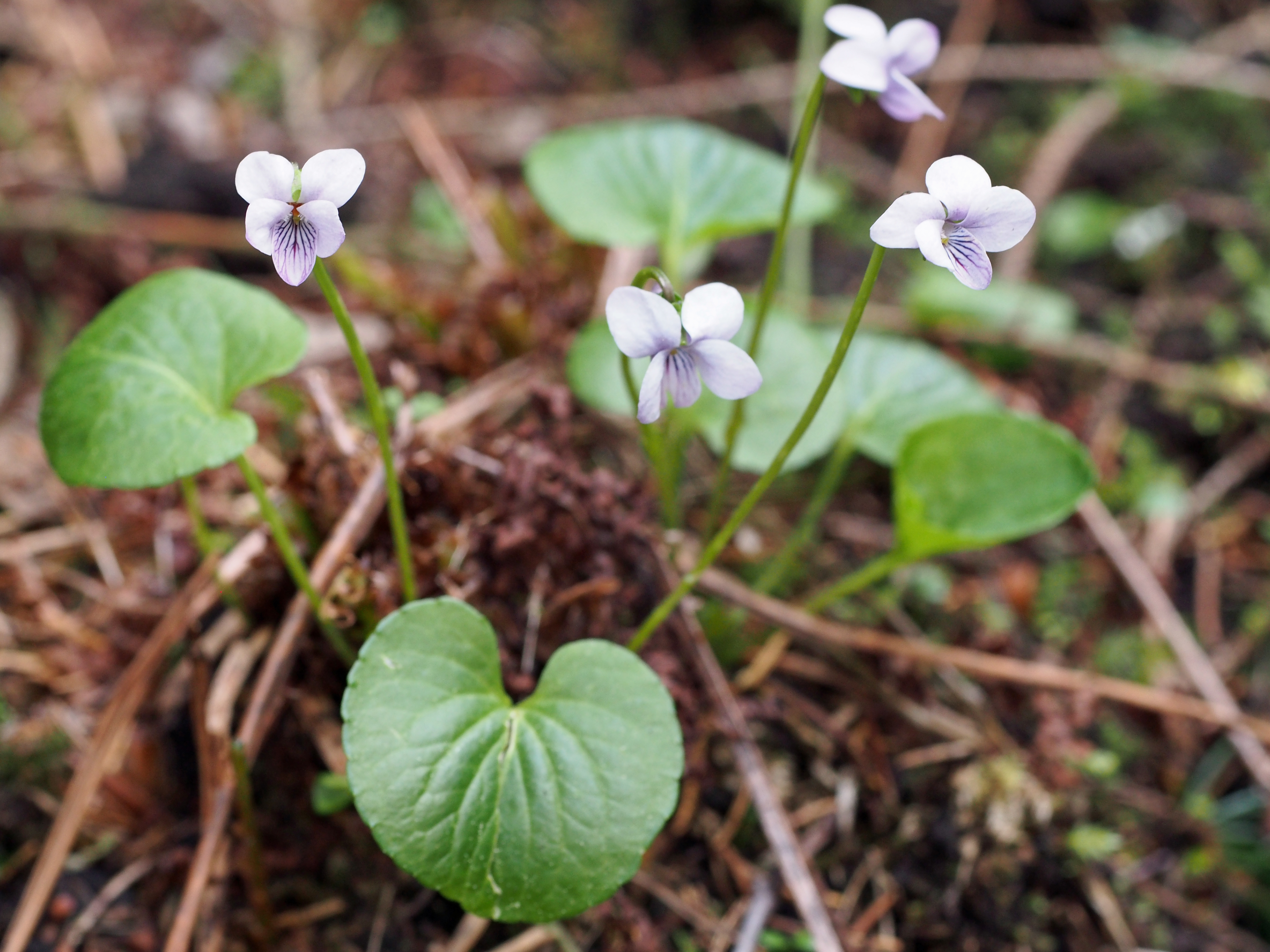
Sumpf-Veilchen

Aus der schützenswerten Flora sind folgende Arten (Auswahl) zu nennen:
- Behaarte Segge
- Besenheide
- Blaues Pfeifengras
- Draht-Schmiele
- Echtes Mädesüß
- Faulbaum
- Flatter-Binse
- Flutender Schwaden
- Gegenblättriges Milzkraut
- Gemeine Fichte
- Gewöhnlicher Gilbweiderich
- Gewöhnlicher Glatthafer
- Gewöhnliches Ferkelkraut
- Gewöhnliches Ruchgras
- Glieder-Binse
- Goldenes Frauenhaar
- Gras-Sternmiere
- Hänge-Birke
- Heidelbeere
- Hunds-Straußgras
- Kohldistel
- Moor-Birke
- Ohr-Weide
- Rotes Straußgras
- Schafschwingel
- Schwarz-Erle
- Siebenstern
- Sumpf-Hornklee
- Sumpf-Labkraut
- Sumpf-Veilchen
- Sumpf-Vergissmeinnicht
- Traubeneiche
- Trügerisches Torfmoos
- Vogelbeere
- Weiches Honiggras
- Wolliges Honiggras
- Zottiges Weidenröschen
- Zweiblättrige Schattenblume